# 5686 Chiyonoura
Az 5686 Chiyonoura (ideiglenes jelöléssel 1990 YQ) a Naprendszer kisbolygóövében található aszteroida. Masanori Matsuyama,  Vatanabe Kazuró fedezte fel 1990. december 20-án.